# 68e cérémonie des American Cinema Editors Awards
La 68e cérémonie des American Cinema Editors Awards (ACE Awards), décernés par les American Cinema Editors, a eu lieu le 26 janvier 2018 et a récompensé les monteurs des films de cinéma et de télévision, réalisés l'année précédente.